# Snezhnogorsk (Murmansk oblast)
Snezhnogorsk (russisk: Снежного́рск) er en lukket by på 13.500 indbyggere (2005), beliggende på Kolahalvøen i Murmansk oblast, det nordvestlige Rusland. ca. 26 km fra Murmansk. Byen blev grundlagt i 1964 som Vyuzhny (Вьюжный), og var også i Sovjetunionen kendt under navnet Murmansk-60 (Мурманск-60), i 1980 fik byen officiel status som by under navnet Snezhnogorsk. Snezhnogorsk har et skibsværft der reparere atomdrevne ubåde.